# V. S. Naipaul
Sir Vidiadhar Surajprasad Naipaul, T. C., známější jako V. S. Naipaul, (17. srpna 1932, Chaguanas, Trinidad a Tobago – 11. srpna 2018, Londýn, Spojené království) byl britský romanopisec hinduistického vyznání a indo-trinidadské etnické příslušnosti.

## Život a dílo
Chaguanas, kde se Naipaul narodil, je převážně hinduistické městečko. Střední školu vystudoval v hlavním městě země Port of Spain. Do Anglie se odstěhoval roku 1950. Studoval v Oxfordu. Po studiích pracoval sedm let jako rozhlasový reportér a novinář.
Jeho první čtyři romány – The Mystic Masseur (Mystický masér, 1957), The Suffrage of Elvira (Elvířin hlas, 1958), Miguel Street (Miguelova ulice, 1959) a A House for Mr Biswas (Dům pro pana Biswase, 1961) se odehrávají na rodném Trinidadu. Na fiktivní ostrov Isabelu je umístěn román The Mimic Men (Lidé nápodoby, 1967). Mezi jeho další knihy patří Mr. Stone and the Knights Companion (Pan Stone a Knightsův průvodce, 1963), A Flag on the Island (Prapor nad ostrovem, 1967), In a Free State (Ve svobodném státě, 1971), za kterou obdržel Booker Prize. K dalším jeho známým dílům patří autobiografie The Enigma of Arrival (Tajemství příjezdu, 1987) či Half a Life (Půl života, 2001). V českém překladu vyšly jeho romány Dům pro pana Biswase, V ohybu řeky a Pouť. Českým překladem Pouti a zároveň celkem Naipaulova románového díla v kontextu anglicky psané postkoloniální literatury se podrobně zabývá Alena Dvořáková v kapitole Dovršit sumu svého já v knize K postkolonialismu.
Naipaul žil v Wiltshiru v Anglii. V roce 1990 mu byl udělen královnou Alžbětou II. rytířský titul a v roce 2001 obdržel Nobelovu cenu za literaturu. Výběr švédské akademie vyvolal však v jeho případě množství odmítavých reakcí. Naipaul je totiž autorem dvou kontroverzních knih Among the Believers: An Islamic Journey (1981) a Beyond Belief: Islamic excursions among converted peoples (1998), kterými si ostrou kritikou islámu znepřátelil muslimské čtenáře.
Jeho ženou byla bývalá žurnalistka Nadira Naipaul. Byl potomkem politicky vlivné trinidadské rodiny Capildeo. Jeho otcem byl Seepersad Naipaul, mladší bratr Shiva Naipaul, synovec Neil Bissoondath a bratranec Vahni Capildeo.